# Lenda da Calheta de Nesquim

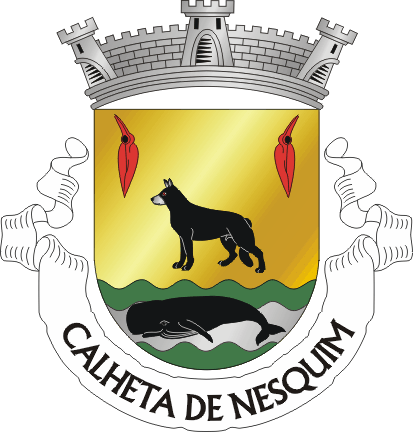
Brasão da Calheta de Nesquim

A Lenda da Calheta de Nesquim recua ao século XVI e narra a origem do topônimo. Na estória, bordejava a ilha do Pico um veleiro vindo do Brasil carregado de madeiras quando foi pego à noite por forte tempestade. Ficou à deriva e naufragou nas fragas da costa sul do Pico. Da tripulação, só três se salvaram, todos foram guiados pelos latidos do cão de bordo, de nome Nesquim, a uma pequena baía ou calheta; os homens se chamavam João Redondo ou Rodolfo, João Valim e o capitão Diogo Vaz Dourado.
Destes três homens, João Valim fixou moradia na Ribeira do Meio, João Redondo foi viver para a Madalena do Pico, enquanto Diogo Vaz Dourado foi viver no lugar que mais tarde passaria a denominar-se Foros. Em honra do cão, o local passou a designar-se "Calheta de Nesquim". O Brasão de armas da Calheta de Nesquim contém um cão preto em memória desta lenda.